# Châteauneuf-sur-Sarthe
Châteauneuf-sur-Sarthe era una comuna francesa que estaba situada en el departamento de Maine y Loira, de la región de Países del Loira que el 1 de enero de 2019 pasó a formar parte de la comuna nueva de Les Hauts-d'Anjou como comuna delegada.

## Demografía
| Gráfica de evolución demográfica de Châteauneuf-sur-Sarthe entre 1800 y 2019 |
|                                                                              |

Los datos demográficos contemplados en este gráfico de la comuna de Châteauneuf-sur-Sarthe se han cogido de 1800 a 1999 de la página francesa EHESS/Cassini, y los demás datos de la página del INSEE.